# Авангардная улица (Москва)
Аванга́рдная у́лица (название с 1964 года) — улица в Северном административном округе города Москвы на территории Головинского района. Пролегает от Кронштадтского бульвара до Флотской улицы. С юго-запада к улице примыкает Пулковская улица. Нумерация домов ведётся от Кронштадтского бульвара.

## Происхождение названия
Современное название улицы было утверждено 18 апреля 1964 года в связи с расположением в этом районе жилых домов рабочих машиностроительного завода «Авангард». В 1974 году присоединена 2-я Головинская улица.

## Здания и сооружения[4][5]
По обеим сторонам улица застроена жилыми домами в основном в 1960-х годах.
По нечётной стороне:
№ 3 — административное здание.
№ 5 — колледж Московского технического университета связи и информатики.
№ 11 — магазин «Пятёрочка».
№ 11А — общеобразовательная школа № 682.
№ 17 — жилой дом. Здесь жил актёр Владлен Давыдов
По чётной стороне:
№ 4А — детский сад № 2.
№ 18 — почтовое отделение 125493.

## Транспорт[4]
Улица асфальтирована, движение по улице двухстороннее.
На всём протяжении улицы по ней проходят автобусные маршруты:
- 70  Водный стадион — Сенежская улица
- 500  Водный стадион — Петрозаводская улица
- 621  Водный стадион — 5-й Войковский проезд